# Ria Vedder-Wubben
Hendrika Cornelia Maria (Ria) Vedder-Wubben (Den Haag, 20 mei 1951 – aldaar, 23 augustus 2016) was een Nederlands politica voor het CDA.
Vedder was van 10 juni 2003 tot 7 juni 2011 lid van de CDA-fractie in de Eerste Kamer. Zij was onder meer actuaris (partner bij Deloitte & Touche) en van 2002 tot 2006 serviceline leader actuariaat en pensioen consultancy corporate markt. Vedder hield zich in de Eerste Kamer in het bijzonder bezig met pensioenen en belastingwetgeving. In juli 2014 kozen de pensioengerechtigden van PFZW haar in het bestuur, waarmee zij het eerste rechtstreeks gekozen bestuurslid van dat pensioenfonds was.
- Biografisch Portaal: 20024117
- Parlement.com: vggm1feacew1